# وظيفة

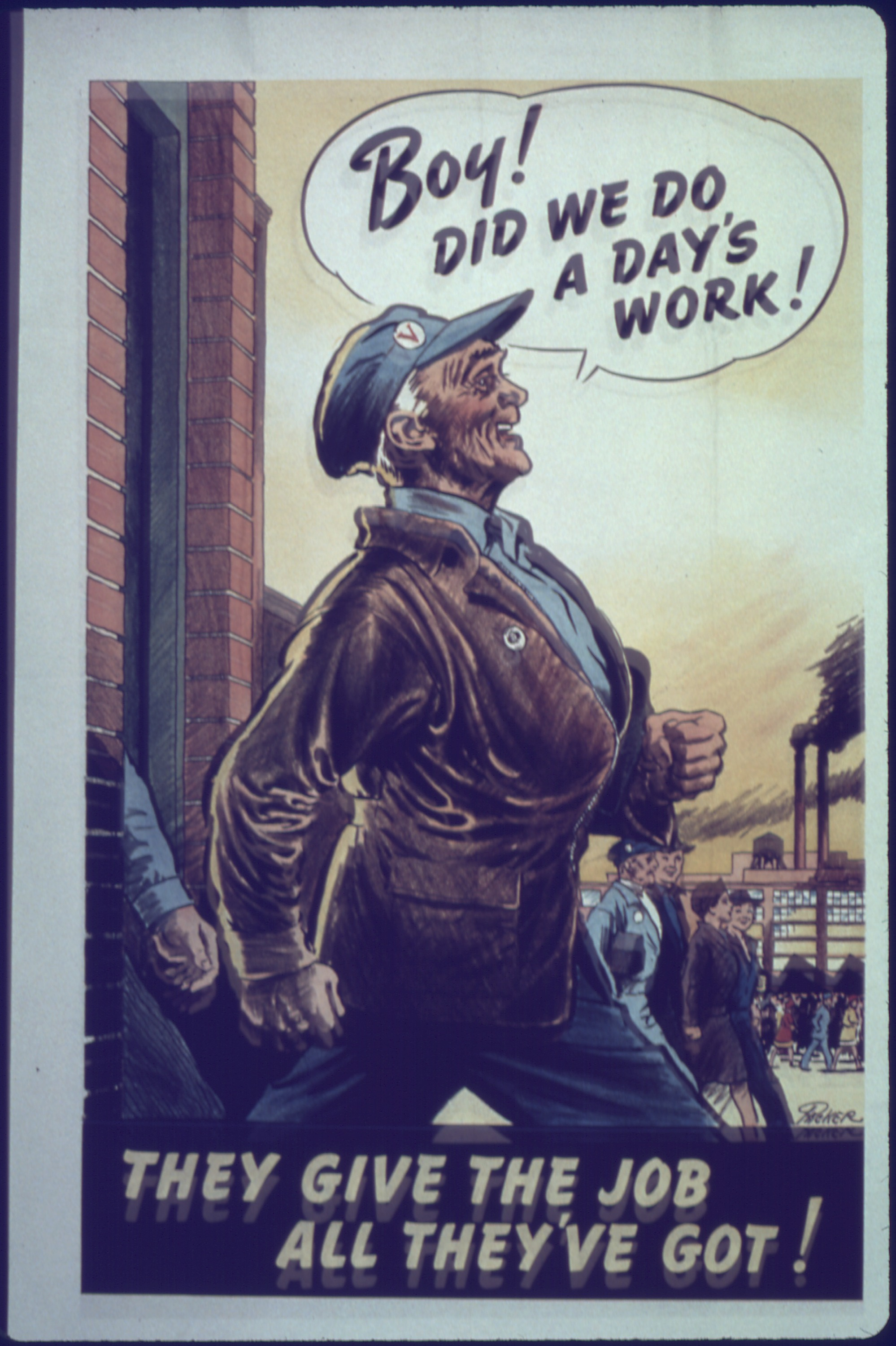
" يا فتى! هل عملنا عمل أيام! هم يعطون وظائفهم كل ما يملكون!"

عمل أو وظيفة أو مهنة (بالإنجليزية: labor)‏ هي مساهمة أو دور الفرد في المجتمع من خلال شغل أو نشاط غالبًا ما يكونُ منتظمًا وغالبًا يُقدّم مقابل الحصول على دفعات مالية من أجل المعيشة ويسمى ذلك المُقابل أجرًا ماليًا أو راتب. العديد من الناس لديهم وظائف متعددة، ويستطيع الشخص أن يبدأ بالعمل عن طريق: الوظائف، التطوع، إنشاء مشروع. مدة العمل أو الوظيفة قد تكون مؤقتة أي عمل بالساعة أو قد تمتد طوال الحياة كمهنة القضاة. قد يختلف الأمر من شخص لأخر أحدهم، وهناك اجراءات يتخذها الموظف في حال رغب أن يتوقف العمل مثل أن يتقدم بطلب التقاعد أو الإستقالة أو انهاء العقد.

## تقسيم الوظائف على المجتمع
معظم البالغين يقضون ما يعادل أربعين ساعة أو أكثر من ذلك كل أسبوع في التوظيف المدفوع. مستثنى من ذلك الأطفال والمتقاعدين وذوي الاحتياجات الخاصة.

## أنواع الوظائف
- وظائف حسب عدد ساعات العمل  وتتنوع حسب ساعات العمل في كل أسبوع إلى عمل بوقت كلي أو وقت جزئي، ويمكن تصنيفها كوظائف مؤقتة ووظائف عارضة، ووظائف موسمية، ومايُسمى بالتوظيف الذاتي، والاستشارات وتوظيف العقود.
- وظائف حسب المُقابل يمكن تصنيف الوظائف كمدفوعة أو غير مدفوعة. مثال على ذلك الوظائف غير المدفوعة تتضمن التطوع.
- وظائف حسب الخبرة وتتضمن بعضها اشتراط مستوى دخل معين أو تعاون دون عقد عمل أو تدريب.
- وظائف حسب الدرجة العلمية أي أنها تتطلب درجة علمية معينة أو تشترط قبول الموظف إذا كان سيكمل تعليمه أثناء العمل.